# Salma Paralluelo
Salma Celeste Paralluelo Ayingono (født 13. november 2003 i Zaragoza) er en spansk atlet og fotballspiller. Hun vandt 400 meter hæk under sommer-EYOF 2019.